# Pyrausta contristalis
Pyrausta contristalis là một loài bướm đêm trong họ Crambidae.